# Гіла червоноголова
Гіла червоноголова (Melanerpes erythrocephalus) — невеликий або середнього розміру дятел із середніх широт Північної Америки. Сезон розмноження проводять на відкритих просторах на півдні Канади та центрально-східній частині США. Вид оцінюється Міжнародною спілкою охорони природи (МСОП) як такий, що не перебуває під загрозою зникнення. Він був переміщений з червоного списку видів, що знаходяться під загрозою, у 2018 році.
Від гіли каролінської, яка також має виразну червону «шапку» на голові, вид доволі легко відрізнити за всіма іншими ознаками.

## Таксономія

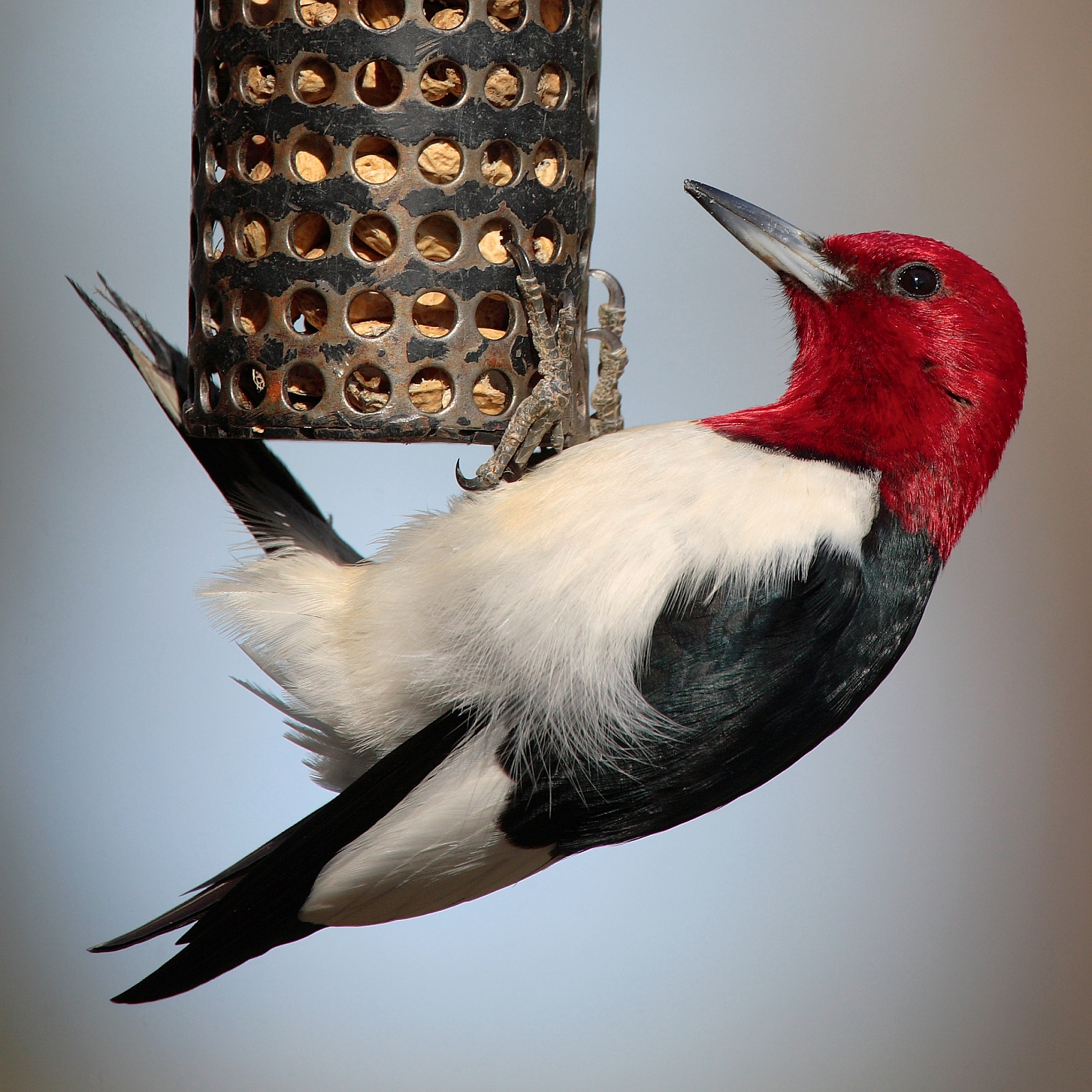
На годівниці для птахів

Англійський натураліст Марк Кейтсбі описав і проілюстрував гілу червоноголову у своїй книзі «Природна історія Кароліни, Флориди та Багамських островів», яка вийшла в світ між 1729 і 1732 роками. Кейтсбі дав птахові англійську назву англ. «The Red-headed Wood-pecker» та латинську Picus capite toto rubro. Коли в 1758 р. шведський натураліст Карл Лінней оновив свою Systema Naturae для десятого видання, він включив цього «червоноголового дятла», давши йому біноміальну назву Picus erythrocephalus і процитував книгу Кейтсбі. Видовий епітет поєднує класичну грецьку ἐρυθρός, erythros, що означає «червоно-» і κεφαλή, kephalos, що означає «-головий».
Місцевість, характерна для типу — Південна Кароліна.
Гіла червоноголова — це один з 24 видів, який зараз входить до роду Melanerpes, що був запроваджений англійським орнітологом Вільямом Джоном Свенсоном у 1832 році спеціально для надання відповідного систематичного положення цьому конкретно видові.
Вид є монотипним: підвидів не відзначено.

## Опис
Дорослі особини дуже виразної триколірної масті, з чорною спиною та хвостом і червоною головою та шиєю. Їх нижня частина в основному біла. Крила чорні з білими вторинними маховими перами. Дорослі самці і самки однакові за оперенням.
Молодняк має дуже подібні риси, але голова цілком сіра. У той час як гіла каролінська має трохи яскраво-червоного кольору на потилиці і на тім'ї, у червоноголових гіл пір'я набагато глибшої малинової барви, і покриває цілу голову та шию, а також різко контрастна загальна схема оперення .
Це дятли середнього розміру. Обидві статі мають розмір від 19 до 25 см в довжину, з розмахом крил 42.5 см. Вони важать від 56 до 97 г із середнім показником 76 г. Кожне крило має розміри 12.7 — 15 см, хвіст має розміри 6.6 — 8.5 см, дзьоб близько 2.1 — 3 см а цівка становить 1.9 — 2.5 см. Максимальна тривалість життя в дикій природі досягає 9,9 року.
Вони видають поклик «чур-чур» або дріб на своїй території.

## Поведінка
Гіли ловлять комах на льоту у повітрі або збирають на землі, добувають поживу на деревах або збирають та приховують про запас горіхи. Вони всеїдні, харчуються комахами, насінням, фруктами, ягодами, горіхами, зрідка дрібними гризунами і навіть яйцями інших птахів.
Близько двох третин їх раціону складає рослинна пожива. Вони гніздяться у дуплах сухих дерев, стоячих старих стовбурах або у сухих частинах живих дерев. Дупла, як правило, між 2.45 і 8,0 м над землею. На початку травня вони відкладають від 4 до 7 яєць, які висиджують протягом двох тижнів. За один сезон гніздування у них може бути дві кладки яєць. Північні птахи мігрують до південних частин ареалу; більшість з них прибувають на гніздовий ареал до кінця квітня, а відлітають на зимівлю до кінця жовтня; південні птахи часто не мігрують нікуди.

## Охорона
Гіла червоноголова оцінюється як вид у найменшій загрозі за Червоним списком зникаючих видів Міжнародної спілки охорони природи (МСОП). Раніше його стан оцінювали як близький до загрозливого, який був наданий у 2004 році, після того, як, за певними оцінками, відбулося зниження чисельності на 65,5 % протягом 40 років; за 1966—2015 рр. Тоді було зареєстровано більше ніж 1,5 % щорічного скорочення популяцій по долинах річок Міссісіпі та Огайо, а також у центральній Флориді. Однак посилені заходи покращення середовища існування призвели до стабілізації чисельності, що дозволило посунути вид назад на безпечну позицію в списку.
Гіла червоноголова була історично поширеним видом на півдні Канади та центрально-східній частині США. Послідовне тривале скорочення чисельності популяції призвело до загрози статусу гіли червоноголової в Канаді та ряді штатів США. Протягом більшої частини свого ареалу вона населяє райони, які були сильно змінені людиною. Фактори, що призводять для зниження чисельності гіли червоноголової, включають: втрату загального середовища існування і, в межах середовищ існування, відсутність відмерлих дерев, необхідних для місць гніздування, обмеження забезпечення поживою та можливу конкуренцію на місці гніздування з іншими мешканцями дупел, як шпак звичайний або гіла каролінська.
З 600 територій важливих для птахів Канади лише сім повідомляють про гілу червоноголову в їх районі: Кебот-Гед, Онтаріо, на узбережжі затоки Джорджен-Бей на верхівці півострова Брюс; Рівнини Карден, Онтаріо на схід від озера Сімко; півострів і болота Лонґ-Пойнт, Онтаріо вздовж озера Ері поблизу Лондона, Онтаріо; Пойнт-Абіно, Онтаріо на озері Ері біля Ніагарського водоспаду; зарослі дюни Порт-Франкс, Онтаріо на північний схід від Сарнії на озері Гурон; Кіносота/Лейфур, Манітоба на північно-західній стороні озера Манітоба на південь від Неровз і на схід від національного парку Райдінґ-Маунтін; і вздовж річки Південний Саскачеван від Емпресс в Альберті до Порому Лансер у Саскачевані.

## У популярній культурі
У 1996 році Поштова служба США випустила поштову марку вартістю 2 центи із зображенням гіли червоноголової. Випуск марки було припинено через деякий час, але потім було знов перевипущено в 1999 році і вона залишалась в обігу до 2006 року.

## Рекомендована література
- BirdHouses101.com (2007): Гіла червоноголова [Архівовано 21 квітня 2021 у Wayback Machine.] . Версія 2007-SEP-30. Процитовано 2008-FEB-14.